# 보로시 페리케

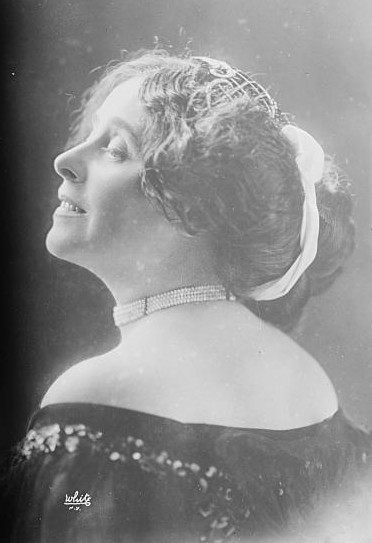

보로시 페리케(Ferike Boros, 1873년 8월 3일 ~ 1951년 1월 16일)는 헝가리의 배우, 영화배우, 연극 배우이다.
오라데아에서 태어났으며 할리우드에서 사망하였다.

## 영화
- 이스트 사이드, 웨스트 사이드 (1949년)
- 브룩클린의 나무 성장 (1945년)
- 러브 어페어 (1939년)
- 내일을 위한 길 (1937년)
- 신사의 운명 (1931년)
- 무모한 천성 (1930년)
- 리틀 시저 (1930년) - 미세스 파사 역